# Stocznia Wisła ZB-1300
Der Typ ZB-1300 ist eine Klasse von Produktentankern der polnischen Werft Stocznia Wisła aus Danzig. Sechs Schiffe wurden von 1976 bis 1981 für eine polnische und eine myanmarische Reederei gebaut.

## Bau und technische Daten
Die Schiffe des Typs ZB-1300 wurden als Bunkerschiffe für den Dienst in polnischen Häfen entwickelt und waren bis dahin die größten in Polen gebauten Schiffe dieser Art. Die Typenbezeichnung ZB-1300 leitete sich aus dem Entwicklungsnamen Zbiornikowiec 1300 DW (dt.: „1300-Tonnen-Tankschiff“) ab. Zuvor waren ausschließlich in der Breslauer Werft Wrocławska Stocznia Rzeczna mehrere Serien von kleineren Bunkerschiffen gebaut worden: Zuerst 1968 die Serie ZB-700 (Runek, Tainca), 1974/75 die Serie ZB-400 (Smerek, Szrenica, Gron, Nosal) und 1975–1977 die Serie ZB-1000 (Bukowiec, Halicz, Sleza, Luban, Poroniec). Auftraggeber der vier Serien war die staatliche Centrala Produktów Naftowych (CPN ,dt. „Zentrale für Erdölprodukte“), der auch die Bunkerdienste in den polnischen Häfen oblag.
Die größeren Schiffe des Typ ZB-1300 wurden auf der Danziger Werft Stocznia Wisła ab 1976 auf Kiel gelegt. Diese Werft hatte bislang nur wenige kleine Küstenmotorschiffe vom Typ Stocznia Wisła B 457 gebaut. Im Vergleich zur Breslauer Werft konnten die Schiffe in Danzig komplett fertig gestellt werden, während die Breslauer Schiffe erst ohne Aufbauten nach Stettin geschleppt und dort auf einem angemieteten Teil der Werft fertig gestellt werden mussten.
Die Schiffe waren 64,60 Meter lang, 10,4 Meter breit und wiesen einen Tiefgang von 4,70 Metern auf. Die Vermessung des Typschiffs Murań betrug 984 BRT und 461 NRT bei einer Tragfähigkeit von 1500 tdw. Die Vermessung der Schwesterschiffe fiel geringfügig höher aus. Der Antrieb bestand aus einem 1470 PS leistenden Achtzylinder Cegielski-Sulzer-Dieselmotor, Modell 8AL25 / 30, der auf eine Schraube wirkte und eine Geschwindigkeit von 11,0 Knoten erreichte. Die Besatzung bestand aus neun Personen.
Der Rumpf des Tankers war mit einer Doppelhülle ausgestattet und eisverstärkt, da die Schiffe nicht nur als Bunkerschiffe in den polnischen Häfen, sondern auch als Produktentanker in Nord- und Ostsee fahren sollten. Die Schiffsklasse verfügte über acht Tanks mit einer Gesamtkapazität von 1531 Kubikmetern. Die Schiffe waren mit zwei Ladepumpen für je 240 Kubikmeter/Stunde sowie einer Restpumpe für 50 Kubikmeter/Stunde ausgerüstet. Zur Handhabung der Ladeleitungen stand ein kleiner bordeigener Kran zur Verfügung. Im Bunkerdienst waren zwei Besatzungen von je neun Mann vorgesehen, die in 12-Stunden-Schichten eingesetzt wurden.

## Geschichte

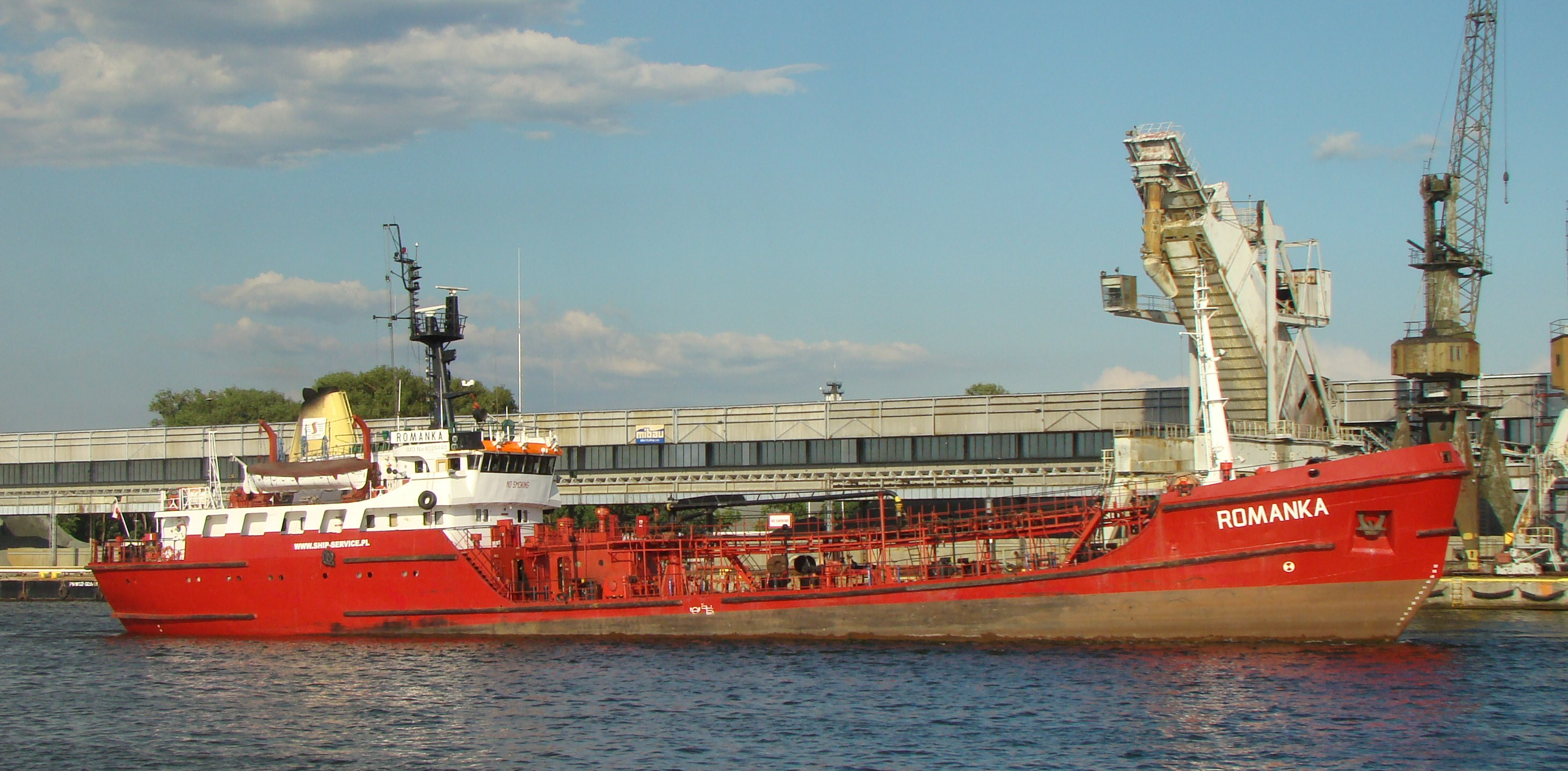
Die Romanka

Das erste der sechs Schiffe lief 1977 für die Centrala Produktów Naftowych (CPN) vom Stapel und erhielt den Namen Murań nach dem Gebirge Muránska planina in der Slowakei. Auch die anderen Schiffe für die CPN erhielten – wie bei polnischen Tankern üblich – den Namen von Gebirgen: 1977 die Palica und 1978 die Lubomir. Die 1979 gebaute Romanka wurde nach Myanmar verkauft und erhielt den Namen Mahn, 1980 gefolgt von der Pyi. Das letzte Schiff ging 1981 wieder an die CPN und hieß Romanka.
Die CPN setzte die Murań und Palica zunächst in Danzig und Gdynia, die Lubomir und die Romanka in Stettin ein. Während die CPN die Murań 1992 und die Lubomir 1994 verkauft sowie die Palica vercharterte, blieben Romanka und nach Beendigung der Charter auch die Palica bis heute (Mai 2020) im Dienst der CPN-Nachfolgeunternehmens und Tochter des Orlen-Konzern Ship-Service als Bunkerschiffe in Polen.
Die beiden nach Myanmar verkauften Tanker gingen an die Myanma Petrochemical Enterprise, einer Tochterfirma des Energieministeriums. Sie stellt alle Arten Treibstoffe (LPG, Benzin, Kerosin, Diesel etc.), Düngemittel und weitere petrochemische Erzeugnisse her. Weitere Informationen zum Einsatz und den Status oder Verbleib der beiden Schiffe sind offen.

## Die Schiffe
| Stocznia Wisła ZB-1300 | Stocznia Wisła ZB-1300     | Stocznia Wisła ZB-1300 | Stocznia Wisła ZB-1300 | Stocznia Wisła ZB-1300                           | Stocznia Wisła ZB-1300 |
| Bauname                | Vermessung                 | IMO-Nummer             | Baujahr                | Auftraggeber                                     | Umbenennungen und Verbleib |
| ---------------------- | -------------------------- | ---------------------- | ---------------------- | ------------------------------------------------ | --- |
| Murań                  | 984 BRT, 461 NRT, 1500 DWT | 7731737                | 1976                   | Centrala Produktów Naftowych (CPN)               | bis 1992 poln. Murań, bis 1997 russ. Korall, bis 2008 zypr. Beskid, anschl. mit gleichem Namen unter nigerian. Flagge, bis mindestens 2011 in Fahrt;               |
| Palica                 | 988 BRT, 460 NRT, 1500 DWT | 7704057                | 1977                   | Centrala Produktów Naftowych (CPN)               | 1979–1981 in Charter bei Polska Żegluga Morska für Transport von Speiseölen; 2002 an Orlen-Tochter Ship-Service verkauft; 2021 umbenannt, Ecomal II, 2022 verkauft |
| Lubomir                | 988 BRT, 460 NRT, 1500 DWT | 7720386                | 1978                   | Centrala Produktów Naftowych (CPN)               | Ankauf durch Polska Żegluga Morska; 1994 griech. Attalos, 1997 ägypt. Nada 2; bis mind. 2012 in Fahrt;                                                             |
| Mahn                   | 988 BRT, 460 NRT, 1500 DWT | 7826350                | 1979                   | Myanma Petrochemical Enterprise, Myanmar (Burma) | als Romanka vom Stapel gelaufen und nach Myanmar verkauft; das Schiff ist nur unter diesem einem Namen registriert, Status oder Verbleib unklar;                   |
| Pyi                    | 995 BRT, 431 NRT, 1470 DWT | 7922544                | 1980                   | Myanma Petrochemical Enterprise, Myanmar (Burma) | Das Schiff ist nur unter diesem einem Namen registriert, Status oder Verbleib unklar;                                                                              |
| Romanka                | 988 BRT, 460 NRT, 1500 DWT | 8026440                | 1981                   | Centrala Produktów Naftowych (CPN)               | bei CPN bzw. Ship-Service in Dienst, 2022 verkauft und in Ecomal umbenannt                                                                                         |
| techn. Daten:          |                            |                        |                        |                                                  | |